# Cirque du Soleil
Ne doit pas être confondu avec Théâtre du Soleil.
Le Cirque du Soleil est une compagnie québécoise de divertissement artistique spécialisée en cirque contemporain. Son siège social se trouve à Montréal, au Québec, dans le quartier Saint-Michel. Elle a été fondée en 1984 à Baie-Saint-Paul par deux anciens artistes de rue, soit Guy Laliberté et Daniel Gauthier en plus Gilles Ste-Croix,. Autrefois actionnaire majoritaire de l'entreprise, Guy Laliberté a décidé en 2015 de vendre l'essentiel de ses actions. Le fonds américain TPG Capital détient dès lors 55 % des actions du Cirque du Soleil, le fonds chinois Fosun International 25 % , et la Caisse de dépôt et placement du Québec 20 %.
La compagnie se distingue par une vision artistique différente du cirque traditionnel, avec notamment l'absence d'animaux, une grande importance donnée aux jeux de comédiens, et en basant principalement ses productions sur des numéros d'acrobaties. Elle emploie aujourd'hui 5 000 personnes dans le monde parmi lesquelles plus de 1 300 artistes dont certains sont des anciens sportifs professionnels reconvertis,.
Elle présente actuellement[Quand ?] dix-huit productions thématiques dont dix spectacles en tournée dans le monde (six sous chapiteaux et quatre en arénas) et huit spectacles fixes (à Las Vegas et Orlando). D'autres projets sont en cours de réalisation[Quand ?] à Dubaï, Las Vegas, Macao, New York et sous forme de spectacles de tournée.

## Histoire

Premier logo de la compagnie

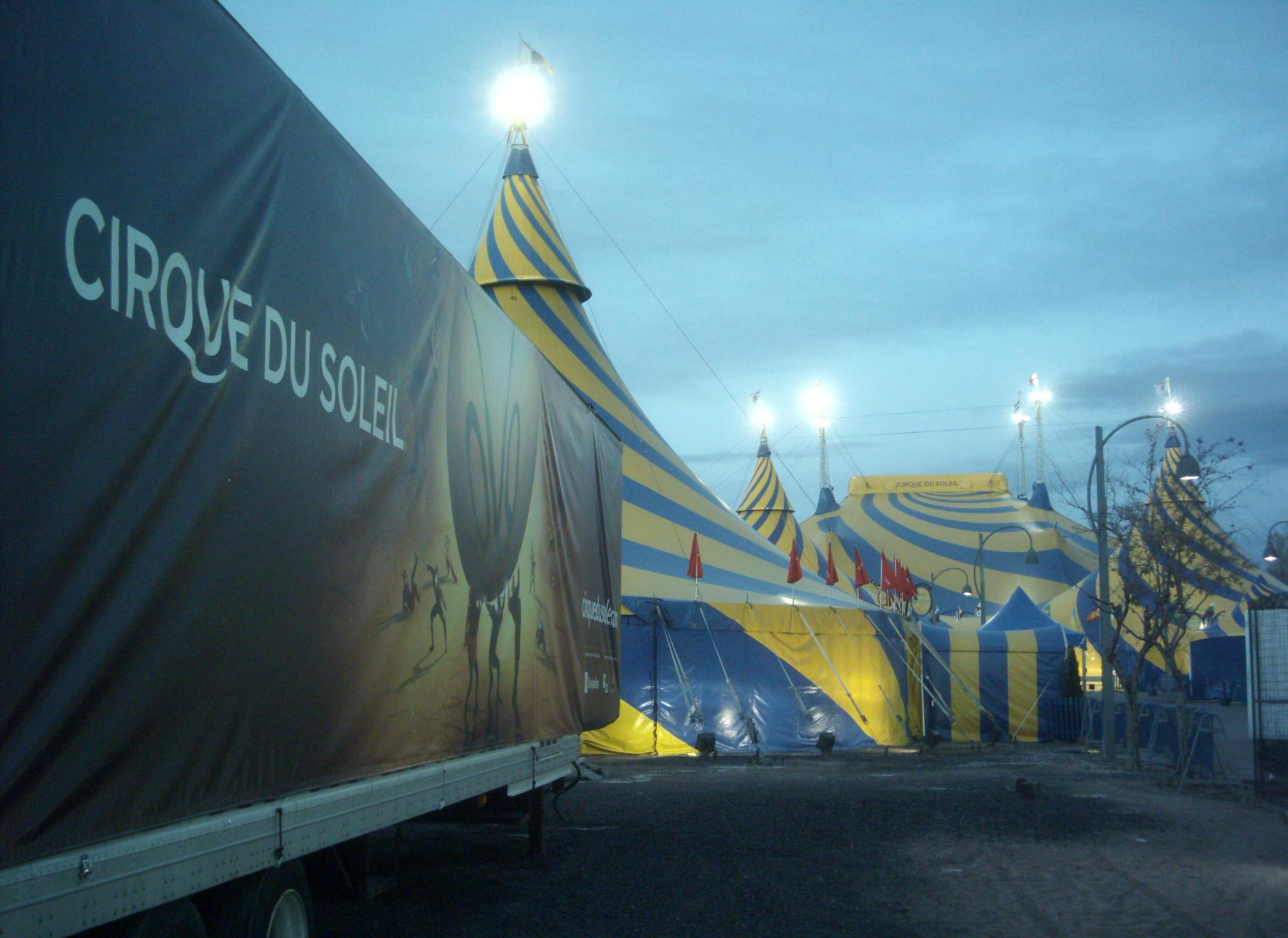
Chapiteau du Cirque du Soleil au Vieux-Port de Montréal

À la fin de ses études, à l'âge de 18 ans, le jeune Québécois Guy Laliberté, à la recherche d'une carrière dans le monde du spectacle, quitte le domicile familial et décide de parcourir l'Europe en tant que musicien ambulant. Il y apprend le métier de cracheur de feu. À son retour au Canada en 1979, il travaille très brièvement dans une centrale électrique avant de prendre la décision de ne plus chercher de travail et de se consacrer aux arts de la rue.

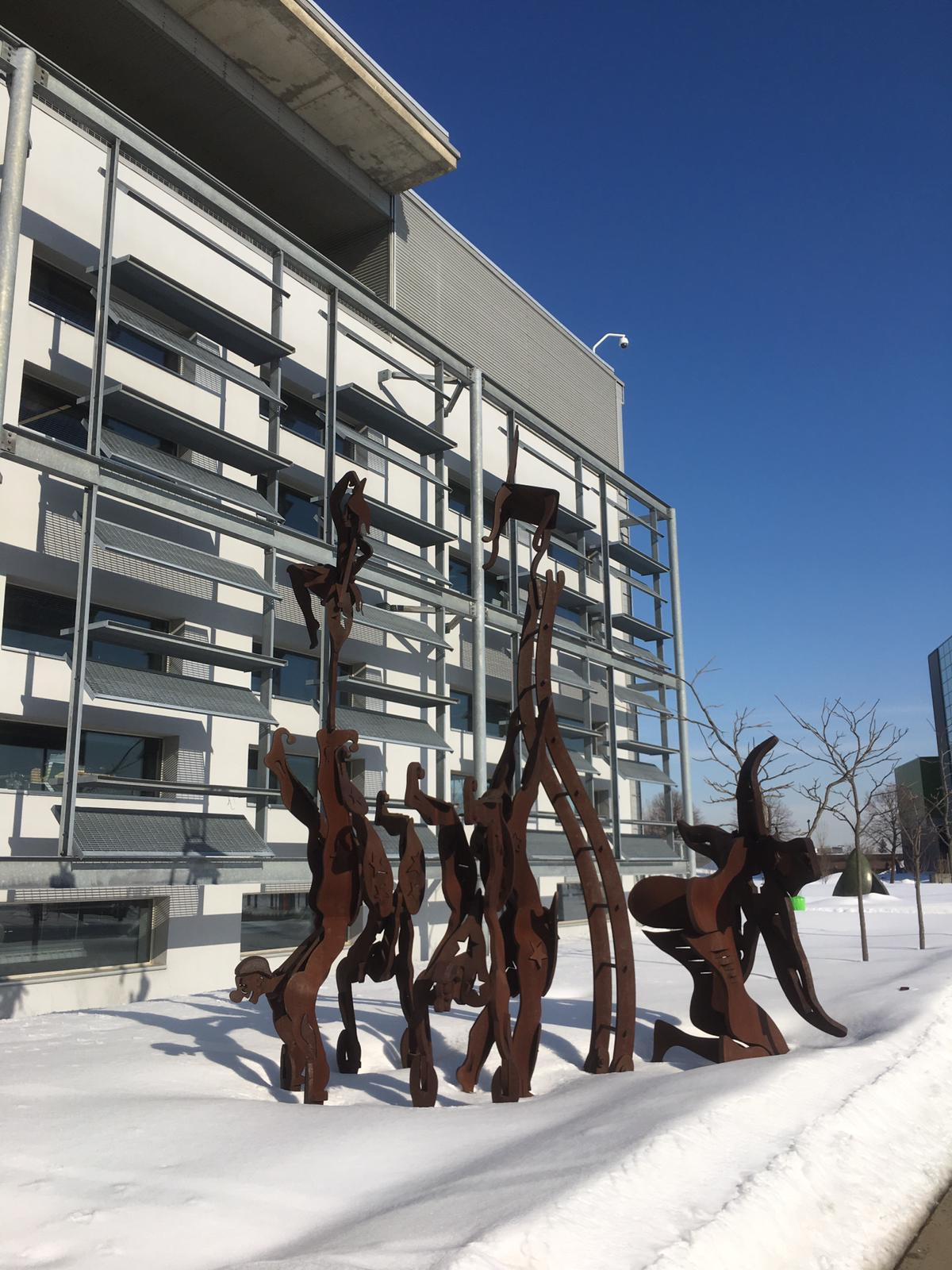
Siège social international du Cirque du Soleil (St-Michel, Montréal, Québec)

Durant l'été de la même année, il participe à l'organisation d'une fête populaire à Baie-Saint-Paul en compagnie de deux amis Daniel Gauthier et Gilles Sainte-Croix. Ces deux derniers géraient une auberge pour artistes débutants, Le Balcon Vert, et Sainte-Croix pensait à la transformer, avec les talents qui s'y trouvaient, en une troupe itinérante. Cherchant à convaincre le gouvernement du Québec de l'aider à financer son projet, Sainte-Croix décide de marcher les 90 km séparant Baie-Saint-Paul de la ville de Québec sur des échasses. L'opération fut un succès et les trois hommes reçurent les fonds leur permettant de fonder la troupe de théâtre de rue des Échassiers de Baie-Saint-Paul. Composée  de jeunes artistes qui, plus tard, seront la cheville ouvrière du Cirque, la troupe des Échassiers effectuera une tournée au Québec durant l'été 1980. Le premier spectacle est consacré à un personnage célèbre de la région de Charlevoix, Alexis Lapointe dit « Alexis le trotteur ». Nommé La Légende d'Alexis le trotteur, il est présenté entièrement sur échasses par une dizaine d'artistes et musiciens.
Malgré un bon accueil du public, Les Échassiers sont déficitaires. Laliberté passe alors l'hiver à Hawaï, lieu d'inspiration pour lui, tandis que Sainte-Croix reste au Québec pour mettre au point une société à but non lucratif, Le Club des Talons Hauts, afin de rattraper les pertes de l'année précédente. À l'été 1981, la troupe se lance dans une nouvelle tournée avec son spectacle Le Défilé du dragon et les résultats financiers sont meilleurs. Durant l'hiver, Le Club des Talons Hauts présente même un spectacle d'échasses sur patins à glace durant les mi-temps de match de hockey grâce à une nouvelle subvention de la région. Portés par le succès des premières créations, Sainte-Croix et Laliberté décident à l'automne de la mise en point d'un grand festival populaire d'été à Baie-Saint-Paul pour l'année suivante,.
Ce festival populaire, baptisé La Fête foraine, prend place pour la première fois en juillet 1982. Inspiré par les grandes fêtes célébrées en Europe durant le Moyen Âge par des saltimbanques et amuseurs publics, il propose au public de s'initier aux arts forains, au cirque, au théâtre ou encore aux arts de la rue, avant de permettre à celui-ci de participer à une performance collective dans la rue. Le festival attire beaucoup de gens, mais reçoit des plaintes de la part de citoyens de la ville, hostiles à son organisation. Laliberté dirige le festival les deux années suivantes et mène la troupe à l'équilibre financier.
L'année 1984 marque un tournant dans l'histoire de la compagnie. En vue des célébrations du 450e anniversaire de la venue de Jacques Cartier au Québec, Le Club des Talons Hauts cherche l'appui du gouvernement pour obtenir de nouveaux fonds lui permettant la création d'un cirque en parallèle avec la Fête foraine. Le ministre des Affaires culturelles de l'époque, Clément Richard, se montre peu intéressé par la proposition, ce qui pousse Laliberté à se rendre directement chez le premier ministre du Québec, René Lévesque, qui lui accorde 1,5 million de CAD pour réaliser le projet.
Baptisée Le Cirque du Soleil, la compagnie présente son premier spectacle, Le Grand Tour du Cirque du Soleil, lors de la Fête foraine de 1984. Le nom et le logo du Cirque seraient venus à l'esprit de Laliberté durant son passage à Hawaï, après avoir observé le coucher de soleil sur la mer, symbole de l'énergie de la jeunesse,.
Le 20 avril 2015, un consortium dirigé par la société d'investissement américaine TPG Capital, comprenant notamment l'investisseur chinois Fosun, achète le Cirque du Soleil.
Le 6 juillet 2017, le groupe Cirque du Soleil achète la société Blue Man Group.
En juillet 2020, la compagnie est en difficulté financière à la suite de la crise économique liée à la pandémie de Covid-19. La quasi-totalité de ses 4 600 employés est en chômage technique, avant qu'une partie ne soit licenciée. Ses créanciers acquièrent la propriété du Cirque du Soleil après un accord, qui recapitalise le groupe avec un apport de fonds compris entre 300 et 375 millions de dollars américains. Le siège social doit demeurer à Montréal pour une durée minimale de 5 ans. Cet accord induit également une réduction de dette d'un peu plus de 800 millions de dollars américains sur les 1,1 milliard de dettes du groupe. Deux fonds totalisant 20 millions de $US sont créés afin de verser les sommes dues aux ex-travailleurs. Cette entente, officialisée le 18 août 2020, met un terme à la participation québécoise dans l'actionnariat de l'entreprise.

## Spectacles

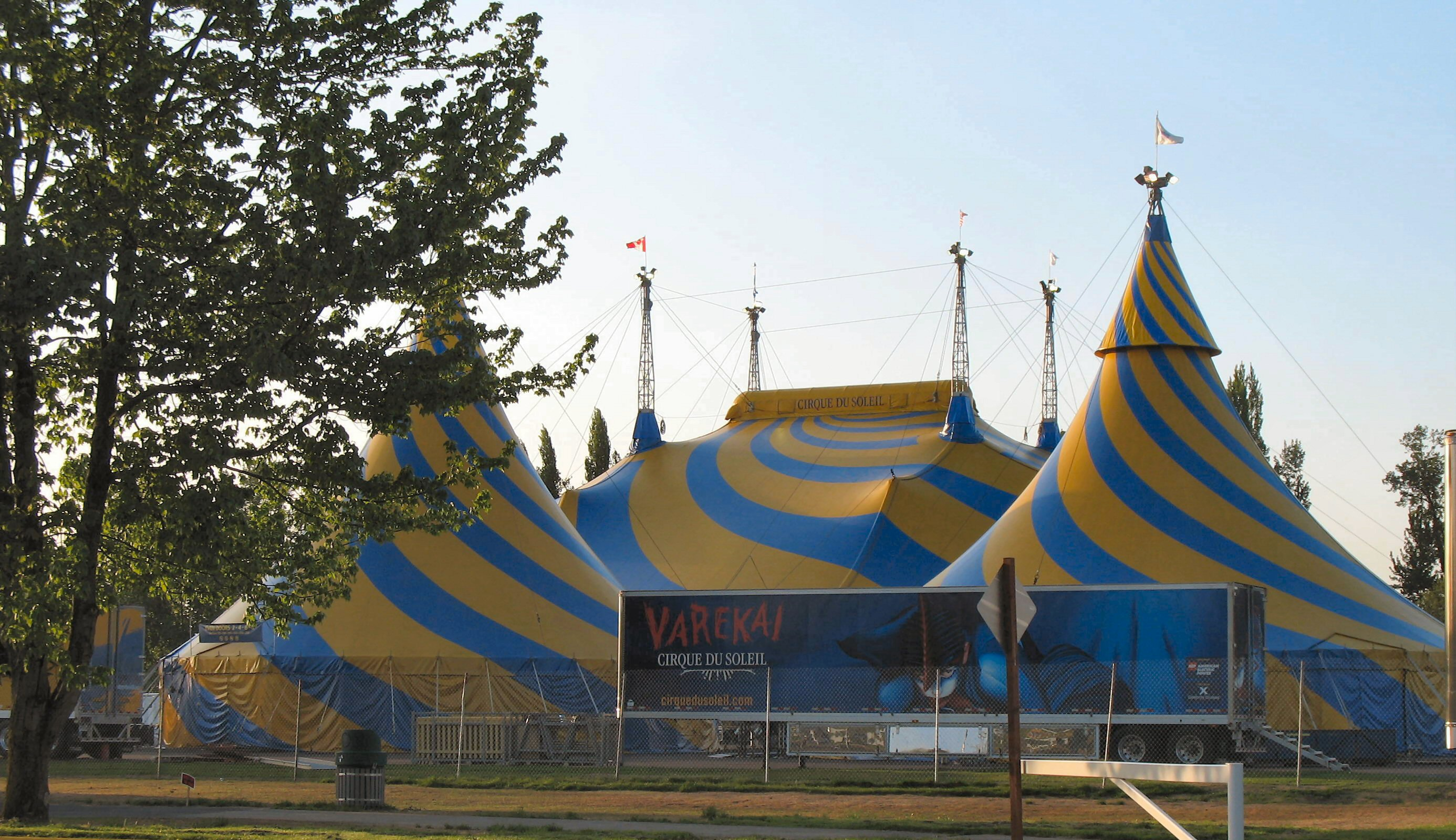
Varekai

Le Cirque du Soleil a créé au total 32 grands spectacles (des « productions principales », par opposition aux « productions événementielles » décrites plus bas) dont 18 sont actuellement en représentation dans le monde. Ces spectacles peuvent être classés en 5 catégories :
- les spectacles de tournée sous chapiteau ;
- les spectacles de tournée en arena (dans des salles de concert) ;
- les spectacles de tournée en théâtre ;
- les spectacles fixes (dans des théâtres permanents) ;
- les spectacles saisonniers (dans un théâtre fixe, mais pour une courte période et annoncés pour un nombre d'années limité).

### Spectacles de tournée sous chapiteau
- Saltimbanco (1992-2006)
- Alegría (1994-2009)
- Quidam (1996-2010)

#### Dralion(1999-2010)

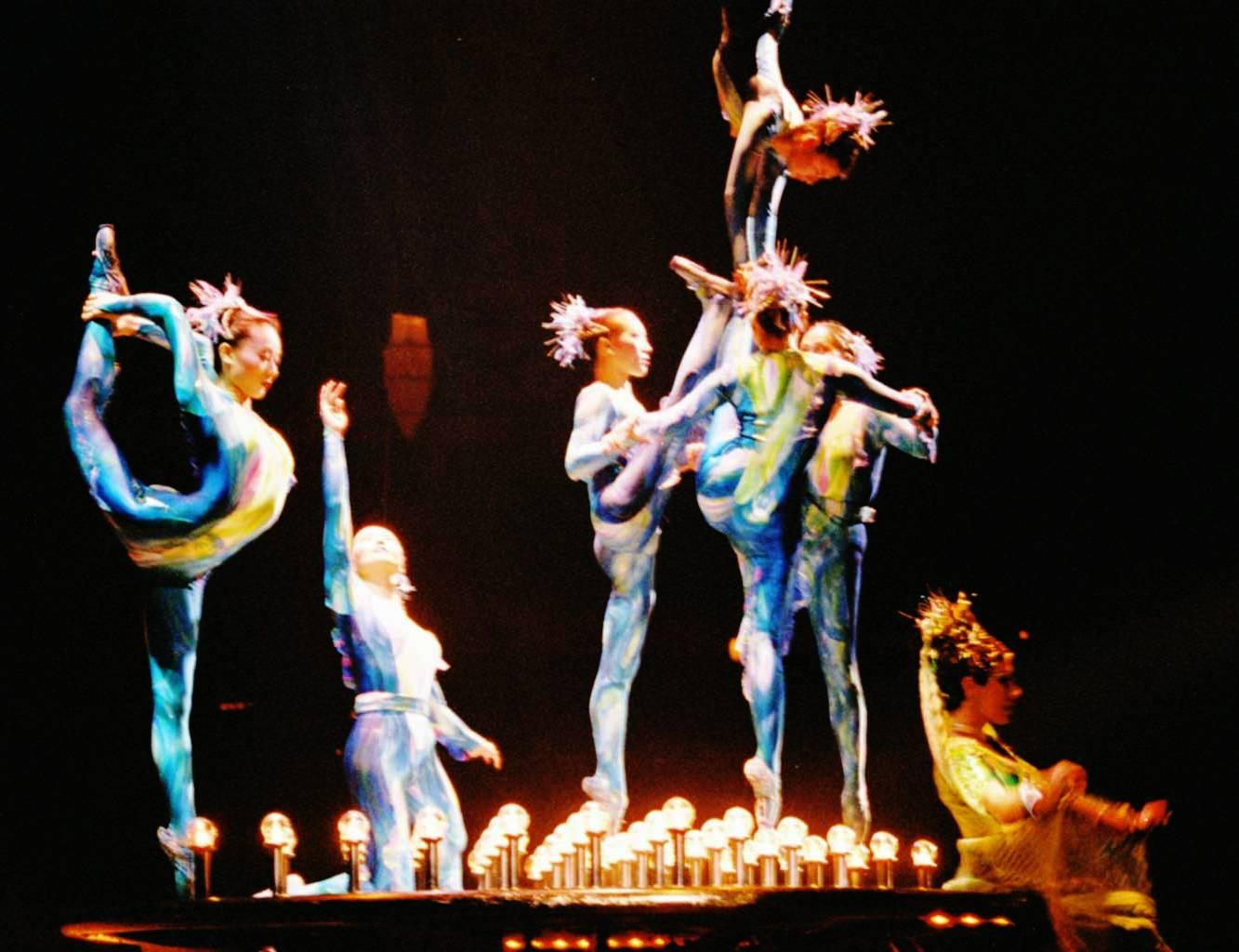
Numéro d'équilibre sur pointes (Dralion)

Dralion, treizième production (la dixième en tournée), marque un tournant artistique dans l'histoire de la compagnie. C'est en effet le premier spectacle conçu après le départ de Franco Dragone fin 1998, peu après les lancements réussis de O et La Nouba. Après 12 ans de collaboration, Dragone souhaitait instaurer une année de transition afin de « réfléchir au devenir artistique de la compagnie », mais à sa grande surprise, il apprend qu'un nouveau spectacle est en préparation avec un autre metteur en scène. Il décide alors de quitter l'entreprise pour fonder sa propre compagnie en Belgique : le groupe Dragone.
La création du spectacle est difficile, car le metteur en scène français préalablement choisi décide finalement de jeter l'éponge, mettant en péril le projet. Guy Laliberté fait alors appel à son ancien directeur artistique, le Québécois Guy Caron, qui avait quitté la compagnie en 1988 pour se consacrer à la fondation de l'École nationale de cirque de Montréal. À la suite du départ de plusieurs collaborateurs de Dragone (avec à leur tête, Michel Crête), celui-ci reforme alors une toute nouvelle équipe, incluant entre autres Stéphane Roy (un ancien du Balcon vert de Baie-Saint-Paul), chargé de la scénographie, et Violaine Corradi à la composition musicale.
Caron décide de jeter un œil nouveau sur cette production et il est convenu, avec Laliberté, que Dralion serait un spectacle de style très différent de celui mis en place par Dragone. Ils le conçoivent comme une fusion entre le style du Cirque du Soleil et le cirque traditionnel chinois, connu pour son haut niveau acrobatique. Caron souhaite aussi revisiter le style de « Le Cirque Réinventé » en minimisant l'importance donnée aux personnages, pour se concentrer plutôt sur un cirque acrobatique et une mise en scène plus drôle.
Dralion s'inspire en grande partie de la philosophie orientale qui se caractérise par la quête perpétuelle de l'harmonie entre l'homme et la nature. C'est un hommage à la vie dont les personnages principaux sont inspirés des quatre éléments: l'eau, le feu, l'air et la terre. La musique s'inspire également de la fusion entre l'Orient et l'Occident par l'utilisation d'instruments acoustiques et électriques et où l'on retrouve des influences à la musique indienne, africaine, asiatique et européenne.
Dralion (qui est en fait un mot-valise créé de la fusion des mots Dragon - représentant l'Orient - et Lion - représentant l'Occident -) est présenté pour la première fois à Montréal le 22 avril 1999. Malgré l'important travail réalisé, le spectacle n'est pas bien reçu, et ce au sein même du personnel du Cirque du Soleil qui n'est pas très inspiré par ce nouveau style radicalement différent de Dragone. Malgré ce manque d'enthousiasme, les réactions du public s'avèrent finalement très positives et le spectacle devient rapidement l'un des plus rentables de la compagnie. Il est même lauréat de trois Primetime Emmy Award en 2001.
Le baisser de rideau date du 17 janvier 2010 à Mexico au Mexique après treize ans de tournée, cinq continents visités et plus de 7 millions de spectateurs accueillis. Le spectacle est toutefois remis en scène pour les arénas et reprend la route en octobre de la même année aux États-Unis.
- Varekai (2002-2013)
- Corteo (2005)

#### Koozå(2007)
La vingtième production de la compagnie, Koozå, dont le nom est inspiré du mot sanscrit koza (qui signifie « boîte », « coffre » ou encore « trésor ») est considéré par le Cirque comme « un retour aux sources ». Le spectacle, dont la première a eu lieu le 17 avril 2007 à Montréal, a été mis en scène par l'Américain David Shiner, qui avait déjà interprété un clown pour le Cirque avec Nouvelle Expérience, ainsi que pour le Cirque Knie.
Koozå réunit deux traditions circassiennes : la performance acrobatique et les arts clownesques. On y découvre un personnage solitaire, mélancolique et naïf, L'Innocent, emmené par le Trickster, auteur d'un monde burlesque teinté d'exotisme. Inspirés par les vieux films comiques et la bouffonnerie, le spectacle explore également les thèmes de l'identité, de la peur, de la reconnaissance et du pouvoir.
L'espace scénique, qui renoue avec la vision traditionnelle du cirque, présente en son centre un élément mobile nommé le Bataclan dont la décoration s'inspire de la culture hindoue, des bijoux indiens et des autobus pakistanais. La musique, composée par Jean-François Côté, mélange les styles de la pop occidentale, du funk des années 1970, de grands arrangements orchestraux et de la musique traditionnelle indienne.

#### Ovo(2009)
Ovo (qui signifie « œuf » en portugais) a été mis en scène par la danseuse et chorégraphe brésilienne Deborah Colker, première femme à concevoir un spectacle pour le Cirque du Soleil. La production s'articule autour de la danse, de la musique brésilienne et des arts du cirque traditionnel. Le spectacle s'inspire de la biodiversité du monde des insectes, en contant l'histoire d'un œuf tombé au milieu de leur univers et qui devient une icône qui représente les énigmes du cycle de leurs vies. Après Montréal en avril 2009, la troupe fait une tournée en Amérique du Nord.

#### Luzia(2016)
Spectacle inspiré par le Mexique

### Spectacles de tournée en arena

#### Delirium(2006 - 2008)

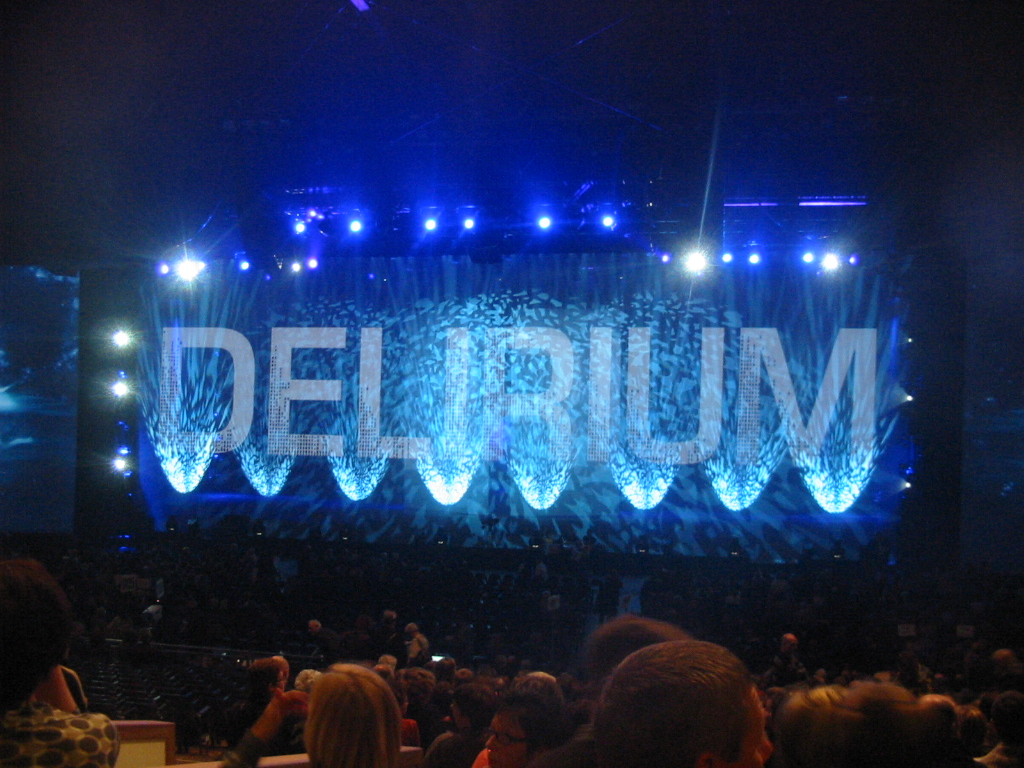
Delirium

Lancé dans le cadre des festivités des vingt ans, Delirium a été le premier spectacle de la compagnie à être conçu pour les arenas sous forme d'un concert musical live. Cette production, lancée en partenariat avec Live Nation, est un mélange théâtral de projections multimédia, de performances acrobatiques, de cirque et de danse, le tout sur des réinterprétations de musiques du Cirque du Soleil.
Mis en scène par Michel Lemieux et Victor Pilon, Delirium raconte l'aventure de Bill, un citadin perdu dans son conformisme et confronté à des personnages tentant d'éveiller ses sens. La chorégraphie est réalisée par Mia Michaels qui a notamment travaillé pour Céline Dion, Madonna et Prince. La musique est confiée au producteur Francis Collard, qui, avec son équipe, a réécrit plusieurs chansons des spectacles Alegría, Dralion, La Nouba, O, Quidam, Saltimbanco, Varekai ainsi que d'Alegría le film avec une touche de pop et rock et des paroles en anglais.
Après une tournée nord-américaine d'un an et demi qui a débuté le 26 janvier 2006, le spectacle est arrivé en Europe à l'automne 2007 et présenté la dernière fois le 19 avril 2008 dans l'O2 Arena à Londres avant de s'interrompre définitivement.

#### Saltimbanco(2007 - 2012)
Après le baisser de rideau du spectacle annoncé à Rio de Janeiro le 10 décembre 2006 par le vice-président de la compagnie Daniel Lamarre, le Cirque a annoncé en mars de l'année suivante le retour de Saltimbanco dans une nouvelle formule conçue pour les arenas nord-américaines.
La production a finalement repris la route le 31 juillet 2007 à London (Ontario, Canada) sous la direction artistique de la Québécoise Carmen Ruest avec plusieurs modifications des numéros. Après une tournée fructueuse de près de deux ans aux États-Unis et au Canada (le spectacle aurait engrangé près de 16,1 millions de dollars US lors du premier semestre de l'année 2009), la troupe a pris la direction de l'Europe où les représentations ont débuté le 17 septembre 2009 à Stockholm en Suède. En mars 2011, le spectacle se lance dans une tournée internationale où de nouveaux marchés sont explorés, notamment en Afrique du Sud, au Moyen-Orient, en Asie et en Europe de l'Est. De retour en Amérique du Nord à l'automne 2012, le Cirque du Soleil annonce que la production va effectuer ses dernières représentations avant le baisser de rideau définitif à Montréal le 30 décembre 2012.
En vingt ans de tournée, Saltimbanco a visité plus de 200 villes dans 48 pays, totalisant plus de 6 000 représentations devant environ 14 millions de spectateurs.

#### Alegría(2009)
Depuis le 27 mai 2009, le spectacle a également été remodelé pour être présenté dans les arénas. À la différence de Saltimbanco, la transition a été courte (deux mois entre la dernière représentation sous chapiteau à Dubaï et la première en aréna à Halifax) et il a subi peu de modifications au niveau de sa mise en scène et des numéros présentés. Après 20 ans de tournées, Alegría s'est arrêté le 25 décembre 2013 à Anvers, en Belgique.

#### Toruk,Le premier envol (2015)
Spectacle inspiré par l'univers du film Avatar en collaboration avec la 20th Century Fox et Lightstorm Entertainment.

### Spectacles de tournée en théâtre
- Banana Shpeel (2009). Ce spectacle, présenté à New York, a été mal accueilli par les critiques et a été un échec commercial[30].
- Zarkana (2011-2012)

### Spectacles fixes

#### Mystère(1993)
À la suite du succès engendré en 1992 par le passage du chapiteau de Nouvelle Expérience sur le parking de l'hôtel The Mirage à Las Vegas, la compagnie signe un contrat avec le milliardaire Steve Wynn, alors président de la société Mirage Resort, pour la création d'un spectacle permanent dont l'exploitation est prévue pour dix ans.
La production, baptisée Mystère, est hébergée dans un nouveau théâtre de 1 629 places construit au pied de l'hôtel Treasure Island, et marque une étape importante du développement économique du Cirque du Soleil. Pour la première fois, les concepteurs doivent concevoir un spectacle dont l'infrastructure est permanente et la logistique plus conséquente. Il fallait aussi réussir le pari de séduire la ville dont les productions présentées étaient avant tout d'inspiration européenne avec de nombreux cabarets inspirés des Folies Bergère. En 1990 déjà, le Cirque avait approché les propriétaires de l'hôtel-casino Caesar's Palace, mais le directoire avait annoncé, après une présentation de concepts, que ce serait « trop risqué » et « ésotérique » pour une ville comme Las Vegas.
Le spectacle est une nouvelle fois mis en scène par Franco Dragone et l'équipe qui a travaillé, entre autres, sur Saltimbanco. À l'origine basé sur les mythologies grecque et romaine, le thème de Mystère se résume finalement comme « l'histoire de l'univers au travers de toutes les mythologies » et s'inspire de la nature, du monde animal et de l'évolution de l'homme. On y découvre le voyage initiatique d'un bébé qui est confronté à différents mondes et rites de passage. La musique est composée tout d'abord par René Dupéré qui a voulu la rendre « ethnique », puis par Benoit Jutras, alors directeur musical du spectacle. Ce dernier a composé de nouveaux extraits lors de différents changements de numéros intervenus par la suite. À la manière de Dupéré, il utilise un style qui marque également une nouvelle étape pour la compagnie : l'utilisation des musiques du monde ou world beat.
La conception de Mystère est laborieuse, à cause de l'influence des enjeux financiers relatifs au partenariat avec Mirage Resort, mais aussi à cause du « clash culturel » engendré par l'engagement de plusieurs sportifs professionnels chargés de réaliser des numéros acrobatiques en endossant le rôle de personnages. Peu avant la première du 25 décembre 1993, lors d'une répétition générale, Steve Wynn s'avoue peu convaincu et déclare même que cela ressemblait à un opéra allemand. Malgré ces réticences, la trame est préservée et le spectacle rencontre rapidement le succès attendu. Plus de 8,5 millions d'entrées ont été enregistrés depuis.
En juin 2009, le Cirque du Soleil a annoncé la prolongation du spectacle jusqu'en 2016, et ce grâce au support du nouveau propriétaire de l'hôtel, le milliardaire Phil Ruffin (en).
Plusieurs autres spectacles permanents sont mis en scène aux États-Unis.
- « O » (1998) au Bellagio (Las Vegas)
- La Nouba (1998) à Downtown Disney (Orlando)
- Zumanity (2003) au New York-New York Hotel & Casino (Las Vegas)
- Kà (2004) au MGM Grand (Las Vegas)
- The Beatles Love (2006) à The Mirage (Las Vegas)

#### Zaia(2008-2012)
En avril 2006, annonce est faite de la création du premier spectacle permanent du Cirque à l'extérieur des États-Unis,. Le contrat d'un montant estimé à 150 millions USD est signé avec la société Las Vegas Sands qui souhaitait installer la production au sein d'un nouveau complexe hôtelier : The Venetian situé sur le Cotai Strip de Macao, cette région de la république populaire de Chine considérée comme le nouveau Las Vegas,.
La première a lieu le 28 août 2008 dans le cadre du premier anniversaire de l'hôtel, dans un théâtre de 1 800 places spécialement aménagé pour le spectacle. Le mot ZAIA est tiré d'un prénom grec qui signifie "la vie"  (zoé) et s'inspire de la déesse de la Terre grecque Gaïa, symbole de l'équilibre planétaire. Mis en scène par le québécois Gilles Maheu qui a travaillé sur les comédies musicales Notre Dame de Paris et Don Juan, le spectacle raconte l'histoire d'une jeune fille qui entreprend un voyage imaginaire dans l'espace.
Le premier bilan officiel effectué par la compagnie en décembre 2009 fait état d'une percée du marché chinois plus difficile que prévu avec un taux de remplissage plafonné à 65 % contre un minimum de 70 % attendu. Le Cirque a indiqué par la même occasion qu'un contrat de trois ans le lie avec Las Vegas Sands pour obtenir la rentabilité financière du projet, et que, si ça n'était pas le cas, la production serait définitivement arrêtée. Les deux groupes ont l'intention de travailler sur le marketing afin de promouvoir le spectacle plus largement,.
La dernière représentation du spectacle a eu lieu le 19 février 2012, soit 6 ans avant le terme du contrat prévu.

#### Zed(2008-2011)
Début 2005, le Cirque du Soleil signe un contrat avec la société propriétaire de Tokyo Disney Resort, la Oriental Land Company, pour l'installation d'un spectacle permanent au sein du complexe japonais. Un théâtre de 2 170 places, nommé Cirque du Soleil Theatre Tokyo, est construit spécialement pour l'occasion. Conçu par le bureau d'architectes québécois Saucier + Perotte, son toit est formé de polyèdres rappelant la forme d'un chapiteau de cirque et dessinés pour diriger les rayons du soleil vers l'intérieur du bâtiment.
Le 3 juin 2008, Cirque du Soleil dévoile son nouveau spectacle, Zed pour le Tokyo Disney Resort.
La mise en scène est confiée au Québécois François Girard qui signe là sa première collaboration avec le Cirque. Le spectacle, baptisé Zed, est « une évocation intemporelle de l’aventure humaine, un poème vivant puisant sa source dans le tarot et ses arcanes ». Il raconte l'épopée du personnage du même nom dans un monde où les peuples du ciel et de la terre tentent de se rejoindre. La scène, conçue par François Séguin, est inspirée de l'astrolabe, un instrument de mesure des astres utilisé avant l'invention du sextant, et évoque l’apogée de la Renaissance et le début de l’ère de la mécanisation. La première mondiale s'est déroulée le 1er octobre 2008.
Le 24 juillet 2011, OLC annonce la fermeture du spectacle Zed pour des raisons financières aggravées par le séisme du 11 mars 2011 au Japon.

#### Criss Angel Believe(2008-2016)
En mars 2007, le Cirque du Soleil annonce la création d'un nouveau spectacle permanent pour 10 ans à l'hôtel Luxor Las Vegas en collaboration une nouvelle fois avec le groupe MGM Mirage. Ce dernier met en scène l'illusionniste et magicien américain Criss Angel, célèbre pour son émission Mindfreak et son look gothique. C'est la première fois que le Cirque décide de centrer une production sur un seul artiste. Mis en scène par le Québécois Serge Denoncourt, le spectacle, au budget estimé à 100 millions de dollars US, est un mélange d'illusions, de tours de magie, de danse, d'acrobaties, d'effets pyrotechniques et d'arts de la marionnette.
La première de Criss Angel Believe se déroule le 31 octobre 2008, le soir d'Halloween, avec plus d'un mois de retard sur le planning annoncé, à la suite de différents ennuis techniques. Le spectacle se déroule dans un théâtre d'influence baroque, clin d'œil au XIXe siècle et à l'âge d'or de la magie, et il conte l'histoire d'un mystérieux prince de la nuit doté de pouvoirs magiques.
Malgré l'importante campagne de communication menée par la compagnie et par Criss Angel ainsi qu'un bon taux d'occupation, le spectacle a été globalement mal reçu par le public, les fans du magicien et la critique de presse,. En février 2009, le Cirque prend même la décision de procéder à plusieurs modifications.

#### Viva Elvis(2009-2012)
Le 17 août 2006, la compagnie signe un contrat avec les sociétés Elvis Presley Enterprises (filiale de CKX, inc.) et MGM Mirage pour la création d'une nouvelle production fixe à Las Vegas consacrée au chanteur américain Elvis Presley. Le partenariat prévoit la construction d'un théâtre de 1 840 sièges dans un tout nouveau complexe hôtelier : l'Aria Resort & Casino au CityCenter, sur le Strip.
La mise en scène est confiée à Vincent Paterson, un chorégraphe américain connu pour ses collaborations avec des artistes tels que Michael Jackson et Madonna, mais aussi pour la création de séquences musicales de films tels que Dancer in the Dark et Evita. Baptisée Viva Elvis, la 27e production du Cirque s'inspire de l'univers musical et de la carrière d'Elvis Presley, à la manière de Love avec les Beatles. Elle mélange danse, acrobaties, musique live, projections et enregistrements de l'artiste qui, surnommé le « King of Rock 'n' Roll », a marqué l'histoire de ce genre musical et a contribué à la renommée de Las Vegas.
Un important travail de recherche documentaire a été effectué par le concepteur des images, Ivan Dudynsky, qui s'est inspiré de près de 60 000 photos, d'une trentaine de films, d'une quinzaine de documentaires et d'une dizaine de concerts pour monter les projections diffusées au fur et à mesure des numéros. Il a été par ailleurs décidé de ne pas créer un personnage « imitateur » d'Elvis, mais d'utiliser de vrais enregistrements de sa voix en combinaison avec des chanteuses et des musiciens.
Les représentations ont débuté le 19 décembre 2009 et la première officielle a eu lieu le 19 février 2010, et sont arrêtées le 31 août 2012 pour être remplacées par le spectacle autrefois itinérant Zarkana. Cette décision a été prise à cause du manque de succès du spectacle.

#### Paramour(2016-2020)
Premier spectacle de l'entreprise spécialement conçu pour Broadway

### Spectacles saisonniers (théâtres transformés pour l'occasion)
- Wintuk (2007-2011) au WaMu Theather du Madison Square Garden à New York

### Anciens spectacles de tournée (sous le Grand Chapiteau)
- Le Grand Tour (1984)
- Le Cirque Réinventé (1987-1990)
- Nouvelle Expérience (1990-1993)
- Fascination (1992)

### Ensemble des spectacles
| Spectacle                                | Type                           | Date de la première | Mise en scène                          | Localisation actuelle                                                                       |
| ---------------------------------------- | ------------------------------ | ------------------- | -------------------------------------- | ------------------------------------------------------------------------------------------- |
| Le Grand Tour                            | Tournée                        | 16 juin 1984        | Franco Dragone                         | Retiré                                                                                      |
| Le Cirque du Soleil                      | Tournée                        | 14 mai 1985         | Franco Dragone                         | Retiré                                                                                      |
| La magie continue                        | Tournée                        | 20 avril 1986       | Franco Dragone                         | Retiré                                                                                      |
| Le Cirque réinventé                      | Tournée                        | 7 mai 1987          | Franco Dragone                         | Retiré                                                                                      |
| Nouvelle Expérience                      | Tournée                        | 8 mai 1990          | Franco Dragone                         | Retiré                                                                                      |
| Saltimbanco                              | Tournée / Arenas (2007 - 2012) | 23 avril 1992       | Franco Dragone                         | Retiré                                                                                      |
| Fascination                              | Tournée                        | 22 mai 1992         | Roger Parent                           | Retiré                                                                                      |
| Mystère                                  | Fixe                           | 25 décembre 1993    | Franco Dragone                         | Las Vegas (Treasure Island Hotel & Casino)                                                  |
| Alegría                                  | Tournée / Arenas (2009 - 2013) | 21 avril 1994       | Franco Dragone                         | Retiré, réadapté en 2019 voir plus bas « un nouveau jour »                                  |
| Quidam                                   | Tournée / Arenas (2010 - 2016) | 23 avril 1996       | Franco Dragone                         | Retiré                                                                                      |
| O                                        | Fixe                           | 19 octobre 1998     | Franco Dragone                         | Las Vegas (Bellagio)                                                                        |
| La Nouba                                 | Fixe                           | 23 décembre 1998    | Franco Dragone                         | Retiré - Orlando (Downtown Disney)                                                          |
| Dralion                                  | Tournée / Arenas (2010 - 2015) | 22 avril 1999       | Guy Caron                              | Retiré                                                                                      |
| Varekai                                  | Tournée / Arenas (2013 - 2017) | 24 avril 2002       | Dominic Champagne                      | Retiré                                                                                      |
| Zumanity                                 | Fixe                           | 31 juillet 2003     | Dominic Champagne / René Richard Cyr   | Retiré                                                                                      |
| Kà                                       | Fixe                           | 26 novembre 2004    | Robert Lepage                          | Las Vegas (MGM Grand)                                                                       |
| Corteo                                   | Tournée / Arenas (depuis 2018) | 21 avril 2005       | Daniele Finzi Pasca                    | Europe                                                                                      |
| Delirium                                 | Tournée / Arenas               | 26 janvier 2006     | Michel Lemieux / Victor Pilon          | Retiré                                                                                      |
| The Beatles Love                         | Fixe                           | 2 juin 2006         | Dominic Champagne                      | Las Vegas (The Mirage)                                                                      |
| Koozå                                    | Tournée                        | 19 avril 2007       | David Shiner                           | Amérique du Nord                                                                            |
| Wintuk                                   | Fixe / Saisonnier              | 1er novembre 2007   | Richard Blackburn                      | Retiré / New York (Madison Square Garden)                                                   |
| Zaia                                     | Fixe                           | 26 juillet 2008     | Gilles Maheu                           | Retiré / Macao (The Venetian)                                                               |
| Zed                                      | Fixe                           | 15 août 2008        | François Girard                        | Retiré / Tokyo (Tokyo Disney Resort)                                                        |
| Criss Angel Believe                      | Fixe                           | 26 septembre 2008   | Serge Denoncourt                       | Retiré - Las Vegas (Luxor Hotel)                                                            |
| Ovo                                      | Tournée/ Arenas (depuis 2016)  | 23 avril 2009       | Deborah Colker                         | Amérique du Nord                                                                            |
| Banana Shpeel                            | Tournée / Théâtres             | 19 novembre 2009    | David Shiner                           | Retiré                                                                                      |
| Viva Elvis                               | Fixe                           | 16 décembre 2009    | Vincent Paterson                       | Retiré / Las Vegas (ARIA Resort & Casino)                                                   |
| Totem                                    | Tournée                        | 22 avril 2010       | Robert Lepage                          | Retiré                                                                                      |
| Zarkana                                  | Fixe (depuis 2012)             | 29 juin 2011        | François Girard                        | Retiré / Las Vegas ARIA Resort & Casino)                                                    |
| Iris                                     | Fixe                           | 25 septembre 2011   | Philippe Découflé                      | Retiré / Los Angeles (Kodak Theatre)                                                        |
| Michael Jackson: The Immortal World Tour | Tournée / Arenas               | 2 octobre 2011      | Jamie King                             | Retiré                                                                                      |
| Amaluna                                  | Tournée                        | 19 avril 2012       | Diane Paulus                           | Retiré                                                                                      |
| Michael Jackson One                      | Fixe                           | 29 juin 2013        | Jamie King                             | Las Vegas (Mandalay Bay Resort and Casino)                                                  |
| Kurios - Cabinet des curiosités          | Tournée                        | 24 avril 2014       | Michel Laprise                         | Océanie , Bruxelles                                                                         |
| Joyà                                     | Fixe                           | 21 novembre 2014    | Martin Genest / Richard Dagenais       | Riviera Maya (Vidante Riviera Maya)                                                         |
| Toruk : Le Premier Envol                 | Tournée / Arena                | 20 novembre 2015    | Michel Lemieux / Victor Pilon          | Retiré                                                                                      |
| Luzia                                    | Tournée                        | 21 avril 2016       | Daniele Finzi Pasca / Brigitte Poupart | Corée du Sud (Busan)                                                                        |
| Paramour                                 | Fixe                           | 16 avril 2016       | Philippe Decouflé                      | Retiré / New York (Lyric Theater) / Réouverture à Hambourg en avril 2019 (Retiré à nouveau) |
| Séptimo Día — No Descansaré              | Tournée / Aréna                | 9 mars 2017         | Michel Laprise                         | Retiré                                                                                      |
| Volta                                    | Tournée                        | 27 avril 2017       | Bastien Alexandre                      | Retiré                                                                                      |
| Crystal                                  | Tournée / Arena                | 20 décembre 2017    | Stefan Miljevic                        | Amérique du Nord                                                                            |
| Bazzar                                   | Tournée                        | 14 novembre 2018    |                                        | Iles Canaries                                                                               |
| Alegria: Un nouveau jour                 | Tournée                        | 18 avril 2019       | Jean-Guy Legault                       | Amérique du Nord                                                                            |
| X : Un monde fantastique                 | Fixe                           | 3 août 2019         |                                        | Hangzhou, Chine                                                                             |
| Axel                                     | Tournée / Aréna                | 4 octobre 2019      |                                        | Retiré                                                                                      |
| Messi 10                                 | Tournée / Aréna                | 10 octobre 2019     |                                        | Amérique du Sud                                                                             |
| R.U.N                                    | Fixe                           | 24 octobre 2019     | Michael Schwandt                       | Las Vegas (Luxor)                                                                           |
| 'Twas The Night Before...                | Tournée / Théatre              | 29 novembre 2019    | Manuel Bissonnette                     | Pause                                                                                       |
| Drawn to Life                            | Fixe                           | 18 novembre 2021    | Michel Laprise                         | Disney Springs, Lake Buena Vista, Floride                                                   |
| Mad Apple                                | Fixe                           | 12 mai 2022         | Neil Dorward                           | Las Vegas (New York-New York Hotel and Casino)                                              |
| ECHO                                     | Tournée                        | 20 avril 2023       | Mukhtar Omar Sharif Mukhtar            | Amérique du Nord                                                                            |

### Projets abandonnés
Au cours de son histoire, le Cirque du Soleil a annoncé différents projets de spectacle qui n'ont finalement pas vu le jour. Le tableau ci-dessous dresse une liste non-exhaustive de ces projets abandonnés.
| Nom du projet | Type | Date prévue | Mise en scène              | Lieu                                 | Commentaires                                                                                   |
| ------------- | ---- | ----------- | -------------------------- | ------------------------------------ | ---------------------------------------------------------------------------------------------- |
| Nom inconnu   | Fixe | 2010-2011   | Inconnu                    | Montréal (Bassin Peel)               | Annoncé en 2005. Théâtre de 2.500 places construit sur mesure. En partenariat avec Loto-Québec |
| Nom inconnu   | Fixe | Inconnue    | Inconnu                    | Miami Beach (Jackie Gleason Theater) | Annoncé en 2005                                                                                |
| Nom inconnu   | Fixe | 2009        | René Simard                | Macao (Four Seasons Macau)           | Annoncé en 2007. En partenariat avec Las Vegas Sands                                           |
| Nom inconnu   | Fixe | 2011-2012   | Guy Caron et Michael Curry | Dubaï (The Palm Jumeirah)            | Annoncé en 2008. Théâtre de 1.800 places construit sur mesure. En partenariat avec Nakheel     |

### Cirque du Soleil Événements + Expériences
Outre son activité principale de création de spectacles, le Cirque du Soleil a développé depuis une dizaine d'années une activité spécialisée en création d'événements. En avril 2019, Le Groupe Cirque du Soleil a annoncé un changement d’identité pour sa division des événements et projets spéciaux. Nommée auparavant 45 DEGREES  et filiale à part entière, Cirque du Soleil Événements  + Expériences est aujourd’hui une division de Cirque du Soleil. Cette division s'occupe autant des événements privés et des attractions touristiques que des productions à grande échelle, chaque projet étant conçu sur mesure pour répondre aux objectifs de sa clientèle internationale.
Voici une liste, non exhaustive, des principaux événements publics conçus ces dernières années.
| Année | Nom                                 | Lieu                                                        | Commentaires |
| ----- | ----------------------------------- | ----------------------------------------------------------- | --- |
| 2002  | Oscars 2002 (nom inconnu)           | Los Angeles États-Unis (Kodak Theater)                      | Numéro présenté lors de la 74e cérémonie des Oscars du 24 mars 2002 avec 30 artistes sur une musique de Benoit Jutras. Chorégraphe : Debra Brown. |
| 2004  | Soleil de Minuit                    | Montréal Canada (centre-ville)                              | Spectacle extérieur (gratuit et retransmis à la télévision) présenté le 11 juillet 2004 dans le cadre du Festival international de jazz de Montréal (25e anniversaire) avec environ 250 artistes dont plusieurs chanteurs internationaux. Mise en scène : Victor Pilon et Michel Lemieux. |
| 2005  | Réflexions de bleu,                 | Montréal Canada (Complexe aquatique de l'île Sainte-Hélène) | Cérémonie d'ouverture des Championnats du monde de natation 2005 le 15 juillet 2005. Mise en scène : Guy Caron and Fernand Rainville, durée : 90 minutes. |
| 2007  | One Day, One Game, One Dream        | Miami États-Unis (Dolphin Stadium)                          | Spectacle d'ouverture du Super Bowl XLI le 4 février 2007 (gratuit et retransmis à la télévision). Mise en scène : Romero Britto, durée : environ 9 minutes, Date : |
| 2007  | Kaba                                | Mont-Tremblant Canada (Circuit Mont-Tremblant)              | Party payante organisée le 1er juillet 2007 dans le cadre du week-end de course de Champ Car sur le circuit Mont-Tremblant. L'ambiance musicale était assurée par Alain Vinet. Directeur de la création : Jean-François Bouchard. |
| 2007  | Cosmos                              | Macao Chine (The Venetian Macao Resort Hotel)               | Spectacle d'inauguration de l'hôtel The Venetian Macao, le 28 août 2007. |
| 2008  | A Tribute to The Beatles            | Los Angeles États-Unis (Staples Center)                     | Performance hommage aux Beatles réalisée le 10 février 2008 lors de la 50e cérémonie des Grammy Awards avec une partie de la troupe de LOVE. |
| 2008  | Le Réveil du Serpent                | Saragosse Espagne (rives de l'Ebre)                         | Parade journalière organisée du 14 juin au 14 septembre 2008 dans le cadre de l'Exposition internationale Zaragoza 2008 qui mêlait acrobates, gymnastiques, comédiens, chanteurs et musiciens sur le thème de l'eau et du développement durable. |
| 2008  | 400e anniversaire de Québec         | Québec Canada (Colisée Pepsi)                               | Spectacle gratuit organisé dans le cadre du 400e anniversaire de Québec. Durée : 100 minutes, dates : cinq représentations entre le 17 et le 19 octobre 2008. |
| 2008  | La Nuit Blache de Lecce             | Lecce Italie (Place S. Oronzo)                              | Il s'est déroulé un spectacle à aujourd'hui unique, on est eu en effet une exhibition près de Place S.Oronzo de la ville. En tel spectacle, inspiré à Leonardo da Vinci et Cristoforo Colombo, la place baroque a déroulé le rôle de scénographie du spectacle. |
| 2009  | Eurovision 2009                     | Moscou Russie (Olimpiisky Indoor Arena)                     | Performance de 3 minutes présentée en ouverture du Concours Eurovision de la chanson 2009 le 16 mai 2009. |
| 2009  | Les Chemins invisibles              | Québec Canada (Quartier Saint-Roch)                         | Événement de rue gratuit organisé de juin à septembre 2009 dans le cadre des célébrations du 25e anniversaire du Cirque du Soleil. Durée : 60–70 minutes. Il s'agit du premier chapitre d'une saga qui se poursuivra les quatre étés suivants, toujours à Québec. |
| 2009  | 375e anniversaire de Trois-Rivières | Trois-Rivières Canada (stade Fernand-Bédard)                | Spectacle gratuit en extérieur d'une durée de 60 minutes donné à l'occasion de la fin des festivités du 375e anniversaire de Trois-Rivières les 26 et 27 septembre 2009 en présence de 38 000 personnes. |
| 2009  | De la terre aux étoiles pour l'eau  | International (14 villes au total)                          | Spectacle qualifié par le Cirque d'« événement artistique planétaire », organisé dans le cadre de la Mission sociale et poétique de Guy Laliberté dans l'espace. Sur le thème de la protection de l'eau, le spectacle diffusé en direct en télévision et sur Internet a réuni des artistes et intellectuels dans 14 villes différentes, le tout en relation avec la Station spatiale internationale. Durée : 120 minutes Date: le 9 octobre 2009,. |
| 2010  | Le Sillon des rêves                 | Québec Canada (Quartier Saint-Roch)                         | Deuxième chapitre de la saga des Chemins Invisibles, débutée en 2009. Toujours présenté gratuitement sous les bretelles de l’autoroute Dufferin-Montmorency. Durée : 60–70 minutes. Dates : de juin à septembre 2010. |
| 2011  | Le Royaume de tôle                  | Québec Canada (Quartier Saint-Roch)                         | Troisième chapitre de la saga des Chemins Invisibles, débutée en 2009. Encore une fois cette année, présenté gratuitement sous les bretelles de l’autoroute Dufferin-Montmorency. Durée : 60–70 minutes. Dates : du 24 juin au 3 septembre 2011. |
| 2012  | La Frontière de pixels              | Québec Canada (Quartier Saint-Roch)                         | Quatrième chapitre de la saga des Chemins Invisibles, débutée en 2009. Encore présenté à l'îlot Fleurie, sous les bretelles de l'autoroute Dufferin-Montmorency. Spectacle gratuit. Durée : 60–70 minutes. Dates : du 23 juin au 1er septembre 2012. |
| 2013  | Scalada                             | Andorre-la-Vieille Andorre                                  | Durée : 60 minutes. Dates : du 13 juillet au 3 août 2013 (10 représentations au total) |
| 2013  | Le Hangar des oubliés               | Québec Canada (Quartier Vieux-Québec)                       | Cinquième chapitre de la saga des Chemins Invisibles, débutée en 2009. Spectacle présenté à l'Agora du Vieux-Port, dans un secteur autrefois occupé par des hangars où étaient entreposées les marchandises transitant par le port de Québec. Durée : 50–60 minutes. Dates : du 23 juin au 1er septembre 2013. |
| 2014  | Scalada Mater Natura                | Andorre-la-Vieille Andorre                                  | Durée : 60 minutes. Dates : du 5 juillet au 2 août 2014 (17 représentations au total) |

## Musique
Parmi les artistes émergents, Cirque du Soleil Musique a produit l'album Mouvement du DJ, remixeur et producteur québécois Alain Vinet.

## Télévision et films
Le Cirque du Soleil possède un catalogue important de productions destinées pour la majorité à être diffusées en télévision et qui ont fait l'objet de sorties VHS et DVD. On retrouve parmi celles-ci, outre le tournage de plusieurs spectacles (que ce soit en tournée ou dans les théâtres fixes), différents documentaires consacrés aux coulisses ou à l'univers de ces derniers, des séries télévisées et trois films dont un spécialement conçu pour les théâtres IMAX.
Le catalogue se compose d'une trentaine de réalisations qui ont été produites d'abord par Telemagik, ensuite par Cirque du Soleil Images Inc.

### Telemagik
À la fin des années 1980, le Cirque du Soleil a créé la société Telemagik qui a produit et distribué (de manière indépendante) une série de documentaires ainsi que l'enregistrement des spectacles La Magie Continue, Le Cirque Réinventé, Nouvelle Expérience et Saltimbanco. En 1999, lors de l'enregistrement de Quidam à Amsterdam, le Cirque du Soleil signe un partenariat avec Sony Home Entertainment qui a ressorti l'intégralité du catalogue en débutant sous le label Columbia/Tri-Star, utilisé plus récemment sous la marque Sony Pictures Classics.
Plusieurs productions de Telemagik ont été récompensées par des prix internationaux. Les premiers sont décernés en 1989 : un Ace Award (en) (catégorie Variety Special or Serie) et un Emmy Awards (catégorie Outstanding Special Event) attribués au document télévisée Cirque du Soleil: The Magic Circus pour sa diffusion sur la chaîne américaine HBO et la Rose d'or de Montreux (attribué par la TSR suisse) à Cirque du Soleil : Le Cirque Réinventé.
En 1995, l'enregistrement de Cirque du Soleil : Saltimbanco (réalisé à Atlanta en 1994) remporte la médaille d'or (catégorie Performing Art) du New York Festivals.

### Cirque du Soleil Images
La compagnie lance en 1999 une nouvelle division multimédia nommée Cirque du Soleil Images Inc. et chargée de la création et de la distribution de produits pour la télévision et le DVD domestique.
Certaines de ces créations ont été récompensées par différents prix et distinctions internationales. Ainsi, la production Cirque du Soleil présente Corteo a obtenu en 2007 un Prix Gémeaux (catégorie Meilleur montage : Humour, Variétés, Arts de la Scène) et un Emmy Awards (catégorie Outstanding Picture Editing For A Special (monteur : Sylvain Lebel)). La production Soleil de Minuit obtient, quant à elle, un Gemini (catégorie : Best Direction in a Variety Program or Series) en 2005, et un DVDA Excellence Award (catégorie : Music DVD Audio Excellence) en 2006. La production Cirque du Soleil présente Dralion a, de son côté, remporté trois Primetime Emmy Awards en 2001 (catégories Outstanding Costumes for a Variety or Music Program, Outstanding Variety, Music or Comedy Special et Outstanding Directing for a Variety or Music Program). Enfin, Cirque du Soleil présente Alegría fut lauréat en 2003 de la Gold World Medal du New York Festivals (catégorie Performing Arts Special).
La série télévisée Fire Within (Sans filet en français) est la plus récompensée en obtenant un DVDA Excellence Award (catégorie TV Series DVD Excellence) en 2005, un Primetime Emmy Award (catégorie Outstanding Nonfiction Program (Alternative)) et deux Gemini (catégories Best Direction in a Documentary Series et Best Reality Based Entertainment Program or Series) en 2003.

### Cirque du Soleil Média
En décembre 2012, le Cirque du Soleil et l'entreprise canadienne de services multimédias Bell Media annoncent la création d'une coentreprise baptisée Cirque du Soleil Média pour un investissement non dévoilé de plusieurs millions de dollars. Son objectif est de développer du contenu média destiné à la télévision, au cinéma, aux jeux vidéo et à d'autres plateformes numériques - principalement pour le marché québécois - par l'alliance des ressources créatives de la compagnie avec l'expérience en production, ainsi que le réseau de distribution de Bell Médias.
Le premier projet fruit de cette collaboration est un long métrage au format 3D Cirque du Soleil : Le Voyage imaginaire dont la réalisation est confiée à Andrew Adamson sous la houlette de James Cameron en tant que producteur exécutif. Une émission de télévision ETALK PRESENTS: CIRQUE DU SOLEIL: WORLDS AWAY est également présentée à l'occasion de la sortie nationale sur les chaînes anglophones CTV et E!.

## Cirque du Monde
Cirque du Monde est un programme de cirque social créé en 1995 par le cirque du Soleil et l'organisme jeunesse du monde.
Ce programme vise à ouvrir les portes de la découverte du cirque aux personnes des pays les plus pauvres dans le monde, comme à Rio de Janeiro. Elles peuvent alors se servir de ces compétences pour gagner leur vie en montrant leur travail dans la rue. Les cours sont dispensés par les employés du cirque, qui peuvent s'investir quand ils le souhaitent,.

## Parc à thème
Le 12 novembre 2014, le Cirque du Soleil, Grupo Vidanta et Goddard Group ont annoncé des plans pour un parc à thème à Nuevo Vallarta, au Mexique appelé Cirque du Soleil Theme Park Resort. Les plans exigent au moins deux zones, le Village du Soleil et le Village de la Lune, ainsi qu'un spectacle extérieur en soirée pouvant accueillir jusqu'à 3 000 à 5 000 spectateurs, et peut comprendre un parc aquatique et des éléments du parc naturel,. L'ouverture a été retardée de 2018 jusqu'à l'estimation d'une ouverture de mi-2019.